# Mr. C
Pour les articles homonymes, voir Richard West et West.
Mr. C (pseudonyme de Richard West) est un DJ britannique, musicien et rappeur né le 2 janvier 1965 à Londres. Connu essentiellement pour avoir appartenu aux Shamen lors de leur période de fort succès commercial, Mr. C est aussi reconnu comme DJ de house music, cofondateur et copropriétaire du nightclub the End de Londres avec Layo et Bushwacka. Il est considéré comme un des principaux fondateurs de la tech house, fusion de techno et de house.
En 1995, ses talents de DJ attirèrent l'attention de la maison de promotion et de production Fantazia qui lui demanda de mixer leur nouvel album Fantasia DJ Collection 3 - Back to the Old Skool.
Lorsqu'on lui demande ce que le C de son pseudonyme désigne, Richard West indique : « l'explication la plus choquante est cunt ». C'est ce que je raconte aux magazines en papier glacé. Une autre histoire que j'aime raconter aux gens plus ... religieux est que le c est la mesure de la vitesse de la lumière, et qu'avec le c signifiant lumière, cela fait de moi le prince de la lumière qui a disparu dans les ténèbres - ce qui est toujours drôle. Et la raison réelle est que, lorsque j'étais gamin, j'utilisais une radio CB ce qui était totalement illégal, vous deviez faire attention. Je me surnommais Chelsea Boy parce que j'étais un supporter de Chelsea. Ayant besoin d'un nom d'artiste en tant que MC et rappeur, il modifia Chelsea Boy en Mr. C.